# Metrobüs (Istambul)
Metrobüs é um sistema de transporte urbano de Istambul. A construção da linha do Metrobüs de Istambul começou em 2005. 
A primeira linha estende entre a Universidade de Istambul e o Palácio de Topkapı. Possui 41 quilômetros, 14 estações e está situado ao sul da artéria principal de transportes de Istambul, a D100. Atualmente estes são da Mercedes Capacity, da Mercedes Citaro e da DAF que utilizam nesta linha. Estava previsto que em 2008, todos os ônibus fossem substituídos pelos Phileas fabricados nos Países Baixos, com 26 metros de comprimento e com capacidade para 185 passageiros.
Igualmente em 2008 estavam previstas extensões em ambas as extremidade da linha. Para a primeira fase, na costa leste, a linha será estendida para Esentepe e será próxima da linha de metro. Para a segunda fase, a linha passará acima do Ponte do Bósforo  e terminará em Göztepe, na parte asiática de Istambul. Da costa oeste, a linha será estendida para Beylikdüzü.
Muitas novas linhas estão sendo criadas em um futuro próximo.

## Estações
- Söğütlüçeşme
- Fikirtepe
- Uzunçayır
- Acıbadem
- Altunizade
- Burhaniye Mahallesi
- Boğaziçi Köprüsü
- Zincirlikuyu
- Mecidiyeköy
- Çağlayan
- SSK Hastanesi
- Perpa
- Okmeydanı
- Halıcıoğlu
- Ayvansaray
- Edirnekapı
- Vatan Caddesi
- Maltepe
- Topkapı
- Cevizlibağ
- Merter
- Zeytinburnu
- Incirli
- Bahçelievler
- Sirinevler
- Kuleli - Yenibosna
- Sefakoy
- Besyol
- Cennet
- Küçükçekmece
- IETT Camp (Resitpaşa)
- Saatci (Kurucesme)
- Campus de Avcılar da Universidade de Istambul

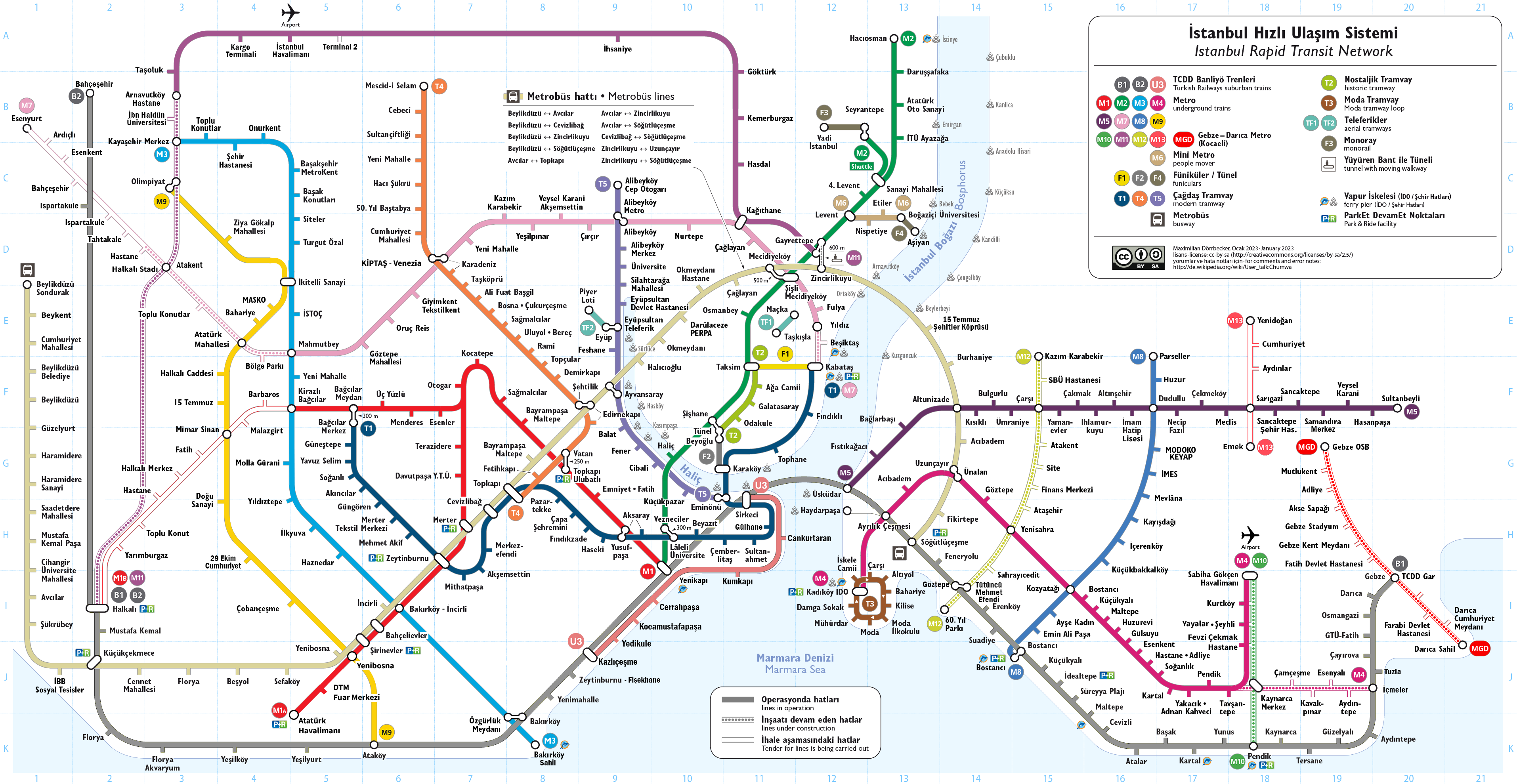

## Ligações Externas
- Metrobus Forum in Turkish
- Metrobus Schedule